# Přepeřování

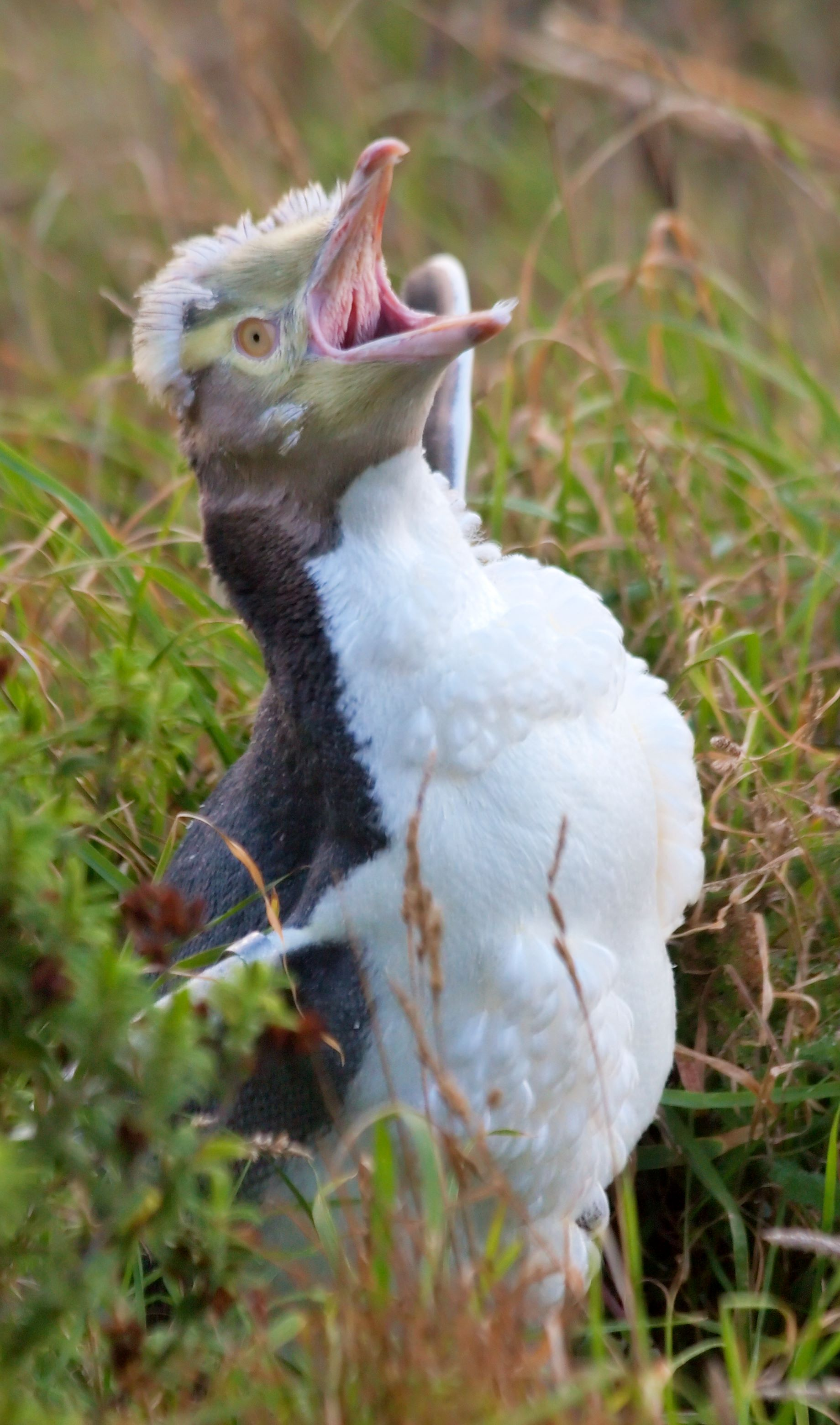
Tučňák žlutooký během přepeřování

Přepeřování je fyziologický, hormonálně řízený proces, při kterém ptákům vypadává staré peří (ecdysis) a na jeho místě vyrůstá peří nové (endysis). Přepeřování je proces pravidelný, odehrávající se minimálně jednou, dvakrát, u některých druhů i třikrát do roka. Probíhá poměrně pomalu a postupně, v zájmu udržení stálé tělesné teploty a ochrany před vlhkem totiž ptáci nemohou přijít o všechna pera najednou.

## Příčiny
Rozlišujeme přepeřování úplné, při kterém pták přichází o všechna obrysová pera a částečné, které se většinou odehrává před začátkem hnízdního období a jehož podstatou je výměna peří za pestřejší (opeření během tohoto období se nazývá svatební, či jarní šat) a zpět (do tzv. prostého či zimního šatu). Úplné přepeřování probíhá obvykle souměrně po obou stranách těla a jelikož peří u ptáků tvoří 4–12 % jejich celkové hmotnosti, vyžaduje značné množství energie, je pro ně proto vyčerpávající a většinou se z tohoto důvodu odehrává hned po období rozmnožování, kdy je stále dostačující množství potravy. U některých druhů, např. u labutí, probíhá i vypadávání letek. Po toto období jsou ptáci neschopní letu, jsou proto snadnější kořistí, takže vyhledávají spolehlivý úkryt s dostatkem potravy.
Pelichání je ovlivňováno roční dobou, teplotou prostředí, výživou, snáškou, světlem, druhem a pohlavím ptáků. Jednotlivá pera se vyměňují většinou postupně, pouze někteří ptáci ztrácejí všechny letky (kachny, alky, chřástalové), nebo i všechna krycí pera najednou: tučňáci, mláďata skřivanovitých v hnízdě při přechodu z hmyzu na chudší semennou potravu, jednodušeji obstarávanou rodiči.
Důvodem ztráty per však bývají i různá onemocnění a parazité, kdy si ptáci své peří často vytrhávají sami.

## Evoluce
Výzkum za pomoci moderních zobrazovacích technologií prokázal, že přepeřovali již někteří vývojově vyspělí teropodní dinosauři, jako byl bavorský „prapták“ druhu Archaeopteryx lithographica, žijící v období pozdní jury (asi před 150 miliony let).